# William Vivanco Mackie
Henry William Vivanco Mackie es un científico peruano, ingeniero zootecnista, nacido en la ciudad de Ayacucho, provincia de Huamanga, Departamento de Ayacucho.
Fue el pionero en el desarrollo de muchas de las tecnologías reproductivas actualmente en uso en la reproducción y mejoramiento del ganado a nivel mundial. Entre ellas: #Congelamiento seminal en ovinos, #inseminación intrauterina laparoscópica en rumiantes menores y vacunos, #inseminación cervical con semen congelado en ovinos, #preservación de semen de equinos por congelamiento o refrigeración e inseminación artificial, #colección y preservación seminal en alpacas, #laparoscopia en camélidos sudamericanos, #preservación seminal e inseminación artificial en porcinos, #producción embrionaria in vivo y transferencia embrionaria en ovinos, caprinos camélidos y vacunos, #conservación seminal a temperatura ambiente; #sincronización e inducción de receptividad sexual en animales de granja;.#colecta de ovocitos y producción de embriones in vitro en vacunos y rumiantes menores; #sexado de semen, #clonación de embriones

## Experiencia y logros profesionales
• Produjo en el Perú los primeros corderos nacidos en el mundo (1979-80) por inseminación laparoscópica con semen congelado.
• Produjo en Nueva Zelanda el primer ternero hembra nacido en el mundo (1995) por sexado de semen. así como la primera ternera (ELSIE) nacida en el mundo por Clonación de una vaca adulta (Lady) de una raza en extinción en Nueva Zelanda (1998) también produjo los primeros terneros nacidos por clonación de embriones in vitro.
• Dirigió de 1988 a 1992 en Nueva Zelanda, la compañía de transferencia embrionaria, produciendo 30 mil corderos nacidos de un grupo de 300 donantes en 5 años.
• Introdujo también en Nueva Zelanda y Australia las razas Texel y Finish Landrace que transformaron la industria de producción de corderos de carne en esos países.
• Dirigió de 1992 a 1994 la más grande Compañía Australiana en transferencia embrionaria ovina, produciendo 10 mil corderos en 18 meses de una importación original de 300 donantes.
• Desarrolló la técnica de bisección embrionaria produciendo más de 6,000 mellizos idénticos en ovinos.
• De 1995 a 2002 fue director de la Unidad de Desarrollo Tecnológico en Reproducción Animal (arTech) del Centro de Investigación de RUAKURA, AgReserach (Instituto de Investigación Agro Pastoril del Gobierno de Nueva Zelanda) desarrollando las técnicas de producción de embriones in vitro, sexado de embriones, sexado de semen, clonación de embriones y clonación de animales adultos.
• Capacitor de ganaderos, estudiantes universitarios, profesionales a nivel graduado, técnicos, etc. y brindado consultoría ya sea en forma directa como consultor privado o como consultor FAO (Naciones Unidas) o para el IICA (Instituto Interamericano de Colaboración para la Agricultura) en diversos países: Perú, Ecuador, Chile, Argentina, Uruguay, Colombia, México, Bulgaria, Finlandia, ex- Unión Soviética (Siberia), Arabia Saudita, China, Singapur, Italia, USA, Nueva Zelanda, Australia, Islas Malvinas.
• Instaló 6 laboratorios de producción embrionaria in vitro y transferido la tecnología para su operación: 2 en Nueva Zelanda, 1 en Australia, 1 en Chile, una en Perú en La Univ. Nac. Agraria La Molina y uno en la provincia de Shenyang en China.
• Desarrolló el Sistema de Evaluación y Selección Genética (GENESYS) para rumiantes menores y vacunos de carne, aplicado comercialmente en Australia y NZ.
• Fue Profesor Principal en la Universidad Nacional Agraria La Molina de 1972 a 1988. También enseñó en La Universidad Católica del Perú y en La Universidad de Esmeraldas del Ecuador.
• Actualmente profesor visitante en la Escuela de Graduados de la Universidad Nacional Agraria La Molina y Jefe de la Subdirección de Recursos Genéticos y Biotecnología del Instituto Nacional de Investigación Agraria del Perú (INIA).
• Es director de Vivanco International

## Últimas Publicaciones
• 2005. Programa de rescate genético de camélidos sudamericanos mediante aplicación de tecnologías reproductivas avanzadas. (Genetic Rescue Program for South American Cameloids through the application of Advanced Reproductive Technologies). Tercer Congreso Nacional de Estudiantes de Ingeniería Zootecnica. Cusco. Perú. Junio de 2005. (Proc. Third National Congress of Students of Zootechnical Engineering, Cusco, Perú).
• 2005. Algunas estrategias genético-reproductivas para el incremento de la productividad de rebaños productores en zonas deprimidas, tomando como modelo el ovino y el caprino. (Some reproductive and genetic strategies for the increment of the productivity of flocks in socially economically depressed areas, taking as model sheep and goats). Tercer Congreso Nacional de Estudiantes de Ingeniería Zootecnica. Cusco. Perú. Junio de 2005. (Proc. Third National Congress of Students of Zootechnical Eng. Cusco, Perú)
• 2004. Impacto de las tecnologías reproductivas sobre la eficiencia de producción del Ganado vacuno. (Impact of the advanced reproductive technologies on cattle efficiency of production). IV Seminario Internacional sobre Competitividad en Carne y Leche. Colanta. Medellín Colombia. Nov de 2004. Proc. IV International Seminar on Competitiveness in milk and meat production. Colanta, Medellín, Colombia. Nov de 2004
• 2003. Nuevas Tecnologías Reproductivas y su Impacto en el ritmo de incremento de la productividad animal. (New reproductive Technologies and their impact in the rate of increment of animal productivity). III Seminario Internacional sobre Competitividad en Carne y Leche. Colanta, Medellín, Colombia. Nov de 2003. Proc. III International Seminar on Competitiveness in milk and meat production. Colanta, Medellín, Colombia. Nov de 2003.
• 2003. Tecnologías Reproductivas de Avanzada y su Impacto en el Incremento de la Productividad Animal. (Advanced Reproductive Technologies and their impact in the improvement of Animal productivity). Primer Congreso Nacional de Estudiantes de Ingeniería Zootecnica. Huancayo Perú. (Proc. First National Congress of Students of Zootechnical Engineering, Huancayo, Perú)
• 2003. Programa Integral de Mejoramiento de la Productividad Animal en el Perú. Rol del zootecnista en el desarrollo de la ganadería peruana. (Integral Program for the Improvement of Animal productivity in Perú. Roll of the Zootechnist in the Development of the Peruvian Livestock Industry). Primer Congreso Nacional de Estudiantes de Ingeniería Zootecnica. Huancayo Perú. (Proc. First National Congress of Students of Zootechnical Eng. Huancayo, Perú)
• 2001. Transferencia de Embriones en las especies ovina y caprina. En: Biotecnología de la Reproducción. Gustavo A Palma, Editor. Ediciones Instituto Nacional de Tecnología Agropecuaria. Argentina. 1ª ed. 2001 pp. 603-636. (Embryo Transfer in Sheep and Goats. In: Biotechnology of Reproduction. Gustavo A. Palma, Editor. Editorial: Instituto Nacional de Tecnología Agropecuaria. Argentina. 1ª ed. 2001 pp. 603-636)